# Ellobius
Az Ellobius az emlősök (Mammalia) osztályának rágcsálók (Rodentia) rendjébe, ezen belül a hörcsögfélék (Cricetidae) családjába tartozó nem.

## Rendszerezés
A nembe az alábbi 2 alnem és 5 faj tartozik:
- Ellobius Fischer, 1814
  - Ellobius alaicus Vorontsov et al., 1969
  - északi vakondpocok (Ellobius talpinus) Pallas, 1770 – típusfaj
  - Ellobius tancrei Blasius, 1884
- Afganomys Topachevski, 1965
  - sapkás vakondpocok (Ellobius fuscocapillus) Blyth, 1843
  - sárgás vakondpocok (Ellobius lutescens) Thomas, 1897